# Świdrakowate
Świdrakowate (Teredinidae) – wysoce wyspecjalizowana rodzina morskich małży z rzędu Myoida, obejmująca szeroko rozprzestrzenione w morskich wodach całego świata gatunki, przystosowane do borowania otworów w drewnie i trawienia celulozy. Odgrywają dużą ekonomiczną i ekologiczną rolę w ekosystemach wodnych, jako reducenci drewna. Najlepiej poznanym przedstawicielem tej rodziny jest świdrak okrętowiec (Teredo navalis) – gatunek powodujący znaczne szkody poprzez niszczenie w krótkim czasie drewnianych elementów urządzeń portowych, statków i budowli hydrotechnicznych.

## Występowanie
Teredinidae są szeroko rozprzestrzenione – występują w niemal wszystkich morzach świata, poza strefą polarną, ale większość gatunków preferuje pełnosłone i ciepłe wody w strefie tropikalnej i subtropikalnej. Przebywają przede wszystkim w strefie przybrzeżnej, co jest spowodowane dostępnością drewna. Wiadomo jednak, że są zdolne przetrwać z dala od brzegów, nawet w głębokich wodach, a niektóre wnikają do wód słonawych. Do wielu akwenów zostały zawleczone w drewnianych kadłubach statków morskich lub w dryfujących kawałkach drewna.

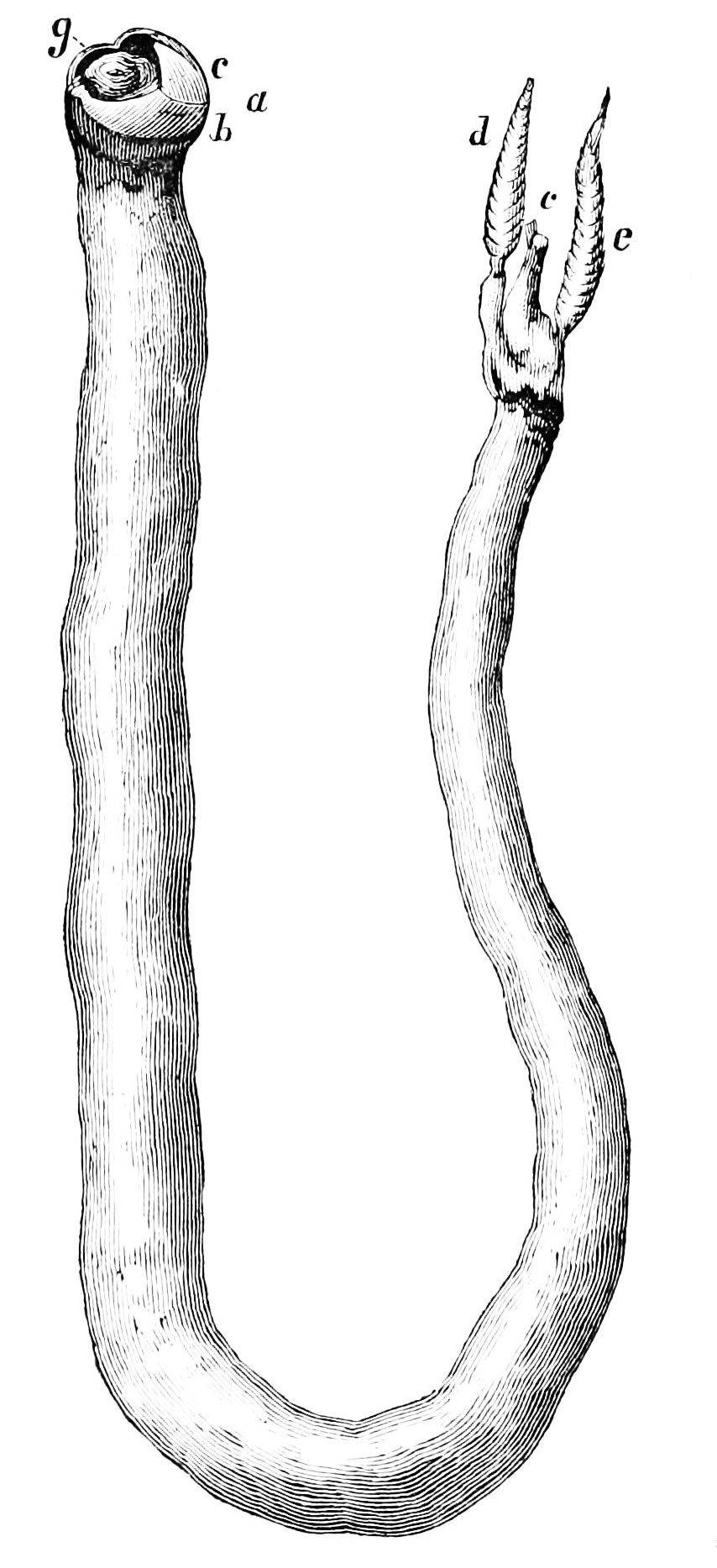
Świdrak okrętowiec (Teredo navalis)

## Budowa ciała
Poza krótkim okresem wczesnego rozwoju, ciało świdrakowatych nie przypomina budową typowych małży – jest wydłużone, miękkie, robakowatego kształtu, dlatego w wielu językach nazywane są robakami okrętowymi. Muszle są zredukowane, półkoliste, osłaniają tylko przednią część ciała. Połówki muszli (skorupy) składają się z 3 części. Przednia i tylna część są piłkowane. Mięśnie zwieracze różnią się wielkością – przedni jest drobny, a tylny duży. Syfony są krótkie i kurczliwe. Gdy małż ma wciągnięte syfony, otwór korytarza jest zamykany tzw. paletami, wapienno-rogowymi płytkami, związanymi z syfonami. 

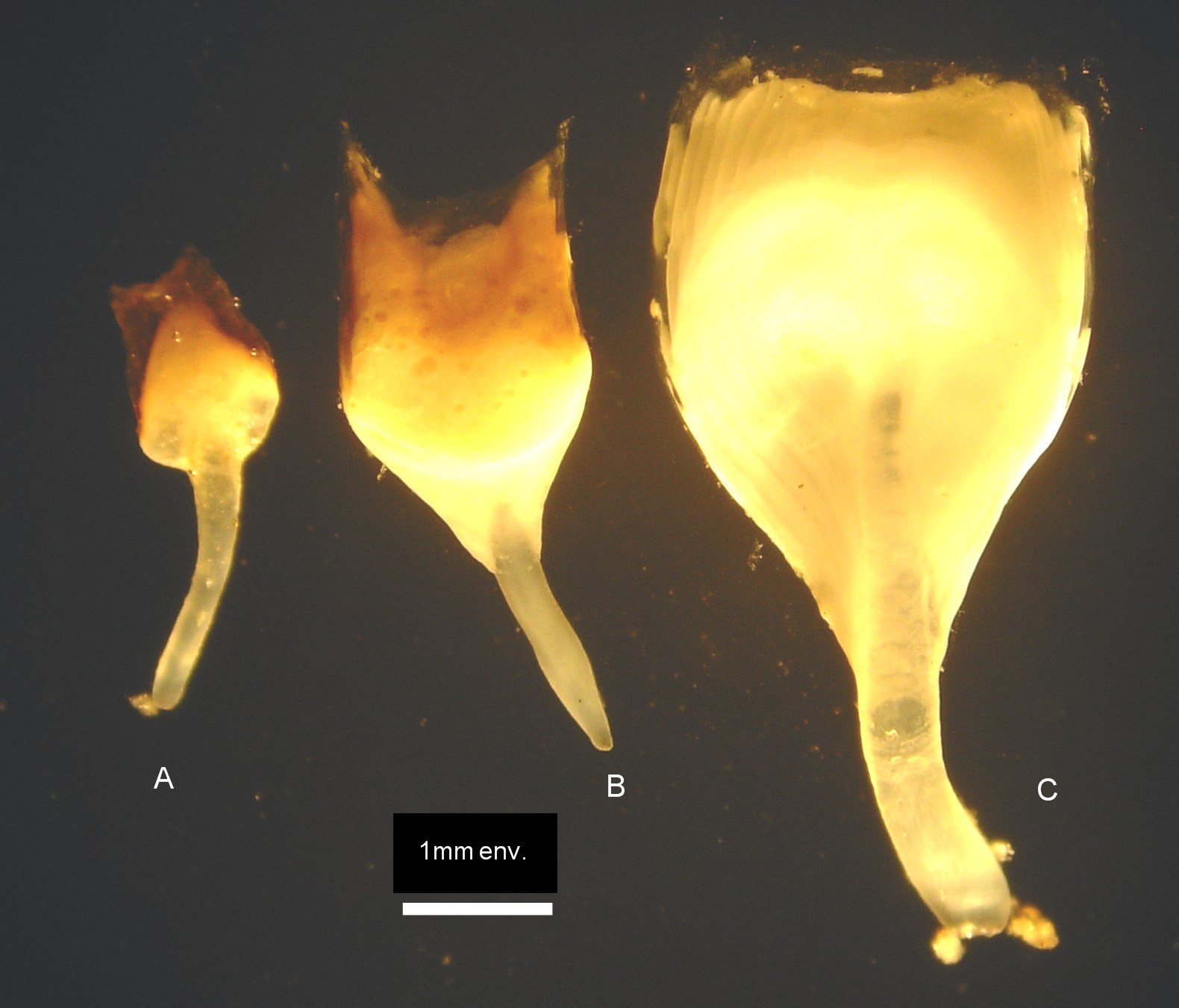
Porównanie palet 3 gatunków: A – Lyrodus pedicellatus; B – Teredo navalis; C – Nototeredo norvegica

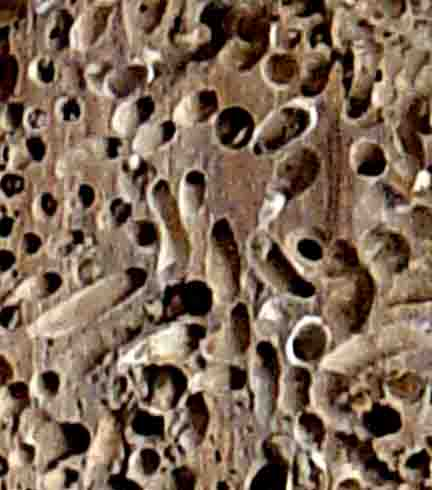
Otwory wydrążone w drewnie przez świdraka okrętowego

## Tryb życia
Larwy świdrakowatych unoszą się swobodnie w wodzie. Z czasem osiadają na drewnianych obiektach i przeobrażają się. Jedynie na tym etapie rozwoju ich budowa jest typowa dla małży. Dwuskorupowa muszla nie rośnie w miarę wzrostu mięczaka, lecz przekształca się, by pełnić funkcję wiertła. Drewniane obiekty zanurzone w wodzie są dwojako wykorzystywane przez świdrakowate: wydrążone w nich korytarze stanowią schronienie małża, a zawarta w drewnie celuloza jest spożywana jako pokarm. Korytarze wyściełane są wapienną wydzieliną produkowaną przez tylną część płaszcza. Trawienie celulozy umożliwiają małżom symbiotyczne bakterie azotowe.

## Systematyka
Klasyfikacja biologiczna tej rodziny jest problematyczna. Pierwszą próbę uporządkowania różnych koncepcji jej podziału podjął – na podstawie badań anatomicznych, ontogenezy i rozwoju palet – Ruth Dixon Turner w 1966 roku. Podzielił świdrakowate na 6 grup, z których z czasem wyłoniono 3 podrodziny: Kuphinae, Teredininae i Bankiinae. Z powodu braku szeroko zakrojonych badań molekularnych nie ustalono filogenezy tej grupy małży.
Do świdrakowatych zaliczane są rodzaje:
- Bankia
- Lyrodus
- Nausitora
- Nototeredo
- Psiloteredo
- Spathoteredo
- Teredo
- Teredora
- Teredothyra

Rodzajem typowym jest Teredo.